# 旧司镇
旧司镇是中华人民共和国湖北省恩施土家族苗族自治州来凤县下辖的一个乡。
2012年9月11日，湖北省民政厅批复同意撤销旧司乡，设立旧司镇。

## 行政区划
旧司镇下辖以下村级行政区划单位：
社区、东流坝村、烂车河村、高桥村、锁洞村、后坝村、三寨坪村、马家沟村、岩朝门村、核桃湾村、腊壁司村、梅子村、四方石村、柏杨村、都司界村、苦竹溪村、龙桥村、螺蛳塘村、新街村、黄土坝村、黑洞塘村、岩蜂窝村、新田沟村、团坛子村、西北车村、大坝村、觅鸭溪村、板沙界村、小河村、李家院村、茶园沟村、红沙田村和大岩板村。